# Formkritik
Formkritik er en retning inden for forståelsen af Bibelen, der tager udgangspunkt i, at der forud for nedskrivelsen af de bibelske fortællinger fandtes en mundtlig overlevering, som tilpassede sig menighedens forståelsesverden. Den formhistoriske metode blev formuleret i 1919 af to nytestamentlige forskere, Karl Ludwig Schmidt (1891–1956) og Martin Dibelius (1883–1947).
| Kristendom | Spire Denne artikel om kristendom er en spire som bør udbygges. Du er velkommen til at hjælpe Wikipedia ved at udvide den. |